# Bernbacher
Josef Bernbacher & Sohn GmbH & Co. KG ist ein familiengeführter deutscher Nudelhersteller mit Sitz in Hohenbrunn im Landkreis München.

## Geschichte
Bereits das Vorgängerunternehmen, die 1898 in der Au gegründete Bäckerei von Josef Bernbacher, produzierte Bandnudeln. Doch erst der Sohn Anton baute die Nudelsparte aus, während Josef Bernbacher die Bäckerei weiter führte. So wurden Anfang der 20er Jahre erstmals Teigwaren industriell produziert. Um den steigenden Platzanforderungen gerecht zu werden, verlagerte die Firma Mitte der 20er Jahre die Produktion nach Trudering an den Stadtrand Münchens. Wachstum des Unternehmens erforderten in den 30er Jahren einen weiteren Umzug aus Platzgründen. Die ehemaligen Räume einer Brotfabrik am Tassiloplatz dienten seitdem als Firmensitz und Produktionsstätte.
Am 17. Januar 2012 wurde bekannt, dass die Firma von ihrem traditionellen Sitz nach Hohenbrunn im Landkreis München umziehen will. Zu diesem Zweck hatte sie bereits am neuen Standort ein Areal von 30.000 Quadratmetern erworben. Auf dem bisherigen Grund am Tassiloplatz entstanden ab 2014 225 Wohnungen, die Fertigstellung erfolgte 2017. Das neu gebaute Betriebsgebäude wurde nach 17 Monaten Bauzeit 2013 in Betrieb genommen. Bereits seit einigen Jahren wurden aus Platzgründen Lagerflächen außerhalb Münchens genutzt.

## Produkte
Seit 1967 ist das Unternehmen marktführend in Bayern (Stand 2011) und produziert neben den Eiernudeln auch Nudeln ohne Ei, Dinkel-, Bio- und Vollkornnudeln. Daneben vertreibt die Firma Nockerlgrieß, Fertiggerichte, Pastasaucen und verschiedene Pesto-Varianten. Etwa 30.000 Tonnen Nudeln verlassen das Fabrikgelände pro Jahr.